# Regioni della Thailandia
Le regioni della Thailandia sono le più grandi suddivisioni geografiche della Thailandia. Le regioni sono composte da gruppi di province, ma sono soltanto un sistema di riferimento geografico; la regione non è un ente e non ha alcuna influenza sulla suddivisione amministrativa del paese, dove il primo livello sono le province.
Esistono diversi sistemi di suddivisione in regioni.
Il sistema a 6 regioni fu istituito dal Consiglio Nazionale di Ricerca thailandese nel 1978, mentre quello a 4 regioni, tuttora usato occasionalmente, è quello storicamente legato alla vecchia suddivisione del territorio in monthon, operata dal Ministero dell'Interno nel 1897. Altri sistemi a 5 regioni sono quello usato dall'Autorità per il Turismo della Thailandia e quello usato dal Dipartimento Meteorologico della Thailandia.

## Suddivisione in 6 regioni

Suddivisione in 6 regioni

Di seguito sono riportate le 6 regioni con le rispettive province.
Nord
1. Chiang Mai (เชียงใหม่)
2. Chiang Rai (เชียงราย)
3. Lampang (ลำปาง)
4. Lamphun (ลำพูน)
5. Mae Hong Son (แม่ฮ่องสอน)
6. Nan (น่าน)
7. Phayao (พะเยา)
8. Phrae (แพร่)
9. Uttaradit (อุตรดิตถ์)

Ovest
1. Kanchanaburi (กาญจนบุรี)
2. Phetchaburi (เพชรบุรี)
3. Prachuap Khiri Khan (ประจวบคีรีขันธ์)
4. Ratchaburi (ราชบุรี)
5. Tak (ตาก)

Nordest
1. Amnat Charoen (อำนาจเจริญ)
2. Buri Ram (บุรีรัมย์)
3. Chaiyaphum (ชัยภูมิ)
4. Kalasin (กาฬสินธุ์)
5. Khon Kaen (ขอนแก่น)
6. Loei (เลย)
7. Maha Sarakham (มหาสารคาม)
8. Mukdahan (มุกดาหาร)
9. Nakhon Phanom (นครพนม)
10. Nakhon Ratchasima (นครราชสีมา)
11. Nong Bua Lamphu (หนองบัวลำภู)
12. Nong Khai (หนองคาย)
13. Roi Et (ร้อยเอ็ด)
14. Sakon Nakhon (สกลนคร)
15. Si Sa Ket (ศรีสะเกษ)
16. Surin (สุรินทร์)
17. Ubon Ratchathani (อุบลราชธานี)
18. Udon Thani (อุดรธานี)
19. Yasothon (ยโสธร)
20. Bueng Kan (บึงกาฬ)

Centro
1. Ang Thong (อ่างทอง)
2. Phra Nakhon Si Ayutthaya (พระนครศรีอยุธยา)
3. Bangkok (Krung Thep Maha Nakhon) (กรุงเทพมหานคร), zona a statuto speciale
4. Chai Nat (ชัยนาท)
5. Kamphaeng Phet (กำแพงเพชร)
6. Lop Buri (ลพบุรี)
7. Nakhon Nayok (นครนายก)
8. Nakhon Pathom (นครปฐม)
9. Nakhon Sawan (นครสวรรค์)
10. Nonthaburi (นนทบุรี)
11. Pathum Thani (ปทุมธานี)
12. Phetchabun (เพชรบูรณ์)
13. Phichit (พิจิตร)
14. Phitsanulok (พิษณุโลก)
15. Sukhothai (สุโขทัย)
16. Samut Prakan (สมุทรปราการ)
17. Samut Sakhon (สมุทรสาคร)
18. Samut Songkhram (สมุทรสงคราม)
19. Saraburi (สระบุรี)
20. Sing Buri (สิงห์บุรี)
21. Suphan Buri (สุพรรณบุรี)
22. Uthai Thani (อุทัยธานี)

Est
1. Chachoengsao (ฉะเชิงเทรา)
2. Chanthaburi (จันทบุรี)
3. Chonburi (ชลบุรี)
4. Prachin Buri (ปราจีนบุรี)
5. Rayong (ระยอง)
6. Sa Kaeo (สระแก้ว)
7. Trat (ตราด)

Sud
1. Chumphon (ชุมพร)
2. Krabi (กระบี่)
3. Nakhon Si Thammarat (นครศรีธรรมราช)
4. Narathiwat (นราธิวาส)
5. Pattani (ปัตตานี)
6. Phang Nga (พังงา)
7. Phatthalung (พัทลุง)
8. Phuket (ภูเก็ต)
9. Ranong (ระนอง)
10. Satun (สตูล)
11. Songkhla (สงขลา)
12. Surat Thani (สุราษฎร์ธานี)
13. Trang (ตรัง)
14. Yala (ยะลา)

## Suddivisione in 4 regioni

Suddivisione in 4 regioni

La suddivisione del paese in quattro macro-regioni esclude la Thailandia dell'Est e la Thailandia dell'Ovest, e le province vengono distribuite nel seguente modo:
- La Thailandia del Nord comprende 17 province; oltre alle 9 della suddivisione in 6 macroregioni, sono presenti le province di Kamphaeng Phet, Nakhon Sawan, Phetchabun, Phichit, Phitsanulok, Sukhothai, Tak e Uthai Thani
- La Thailandia Centrale comprende 25 province più la zona a statuto speciale di Bangkok.[1] Rispetto alla suddivisione in 6 macroregioni, comprende le 7 province della Thailandia dell'Est e le seguenti province della Thailandia dell'Ovest: Kanchanaburi, Phetchaburi, Prachuap Khiri Khan e Ratchaburi, mentre le province di Kamphaeng Phet, Nakhon Sawan, Phetchabun, Phichit, Phitsanulok, Sukhothai e Uthai Thani vanno a far parte della Thailandia del Nord
- La Thailandia del Nordest rimane invariata con 20 province
- La Thailandia del Sud rimane invariata con 14 province